# Maddenia fujianensis
Maddenia fujianensis là loài thực vật có hoa trong họ Hoa hồng. Loài này được Y.T. Chang mô tả khoa học đầu tiên năm 1985.